# بيلاتوس بي سي-24
بيلاتوس بي سي-24  (بالإنجليزية: Pilatus PC-24)‏ هي طائرة نفاثة أعمال، أنتجت في سويسرا. من صناعة بيلاتوس للطائرات. وسعر الطائرة الواحدة منها هو 9 ملايين دولار (اسعار، 2013).